# Precis parvipunctis
Precis parvipunctis är en fjärilsart som beskrevs av Embrik Strand 1910. Precis parvipunctis ingår i släktet Precis och familjen praktfjärilar. Inga underarter finns listade i Catalogue of Life.